# استاری بار
شهر استاری بار (به صربی: Стари Бар) در کشور مونته‌نگرو واقع شده‌است. جمعیت این شهر ۱٬۸۶۴ نفر  است.